# تشارلز ويلسون بيل

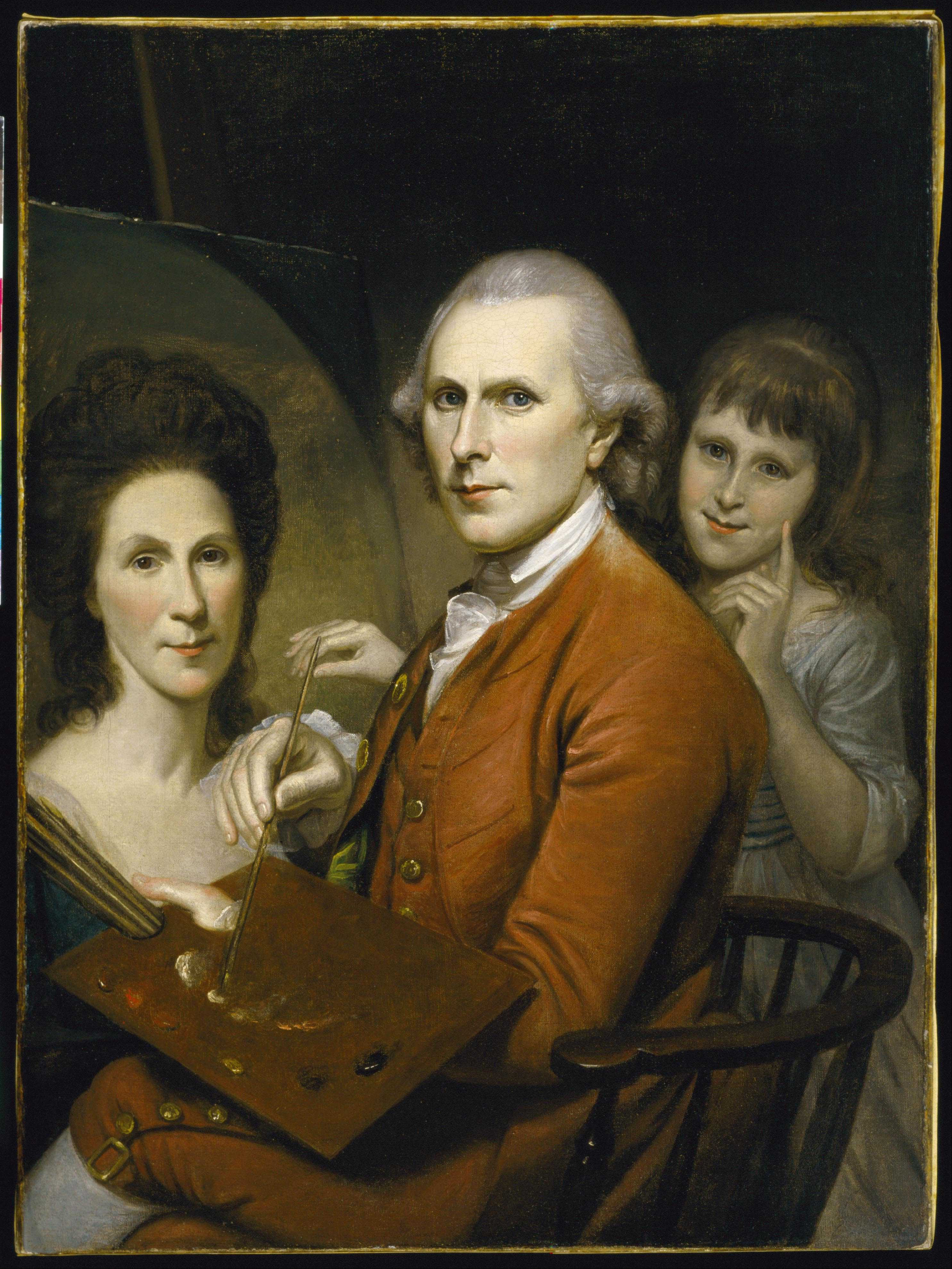
تشارلز ويلسون بيل في لوحة شخصية

تشارلز ويلسون بيل (بالإنجليزية: Charles Willson Peale)‏ (1741 – 1826)، هو رسام تصويري أمريكي، وهو مشهور بالأخص في تصويره لجورج واشنطن وغيره من أفراد الثورة الأمريكية.
ولد بيل في مقاطعة كوين آن في ماريلاند، في 16 أبريل 1741، وانتقل عائلته أثناء طفولته إلى تشيسترتاون في مقاطعة كنت في ماريلاند، وبعد موت أبيه (مدير مدرسة ريفية) في عام 1750 انتقلوا إلى أنابوليس. وعمل هناك كمساعد سراج وهو بعمر الثالثة عشرة. وفي حوالي العام 1764 بدأ دراسة الفن بجدية. حصل على بعض المساعدة من غوستافوس هيسيليوس، وهو رسام تصويري سويدي كان يعيش وقتها قرب أنابوليس، ومن جون سينغلتون كوبلي في بوسطن؛ وبين أعوام 1767-1770 درس تحت إشراف بنجامين ويست في لندن. وفي عام 1770 فتح مرسما في فيلادلفيا وحقق نجاحا فوريا. في عام 1772، ذهب بيل إلى ماونت فيرنون، ورسم ثلاثة أرباع صورة لواشنطن (وهي أقدم صورة معروفة له)، في زيه الرسمي كعقيد في ميليشيا فرجينيا. هذه اللوحة القماشية موجودة الآن في كنيسة لي التذكارية في واشنطن وجامعة لي. ورسم صورا أخرى مختلفة لواشنطن؛ ويحتمل أن أفضل الرسومات المعروفة هي لوحة بالطول الطبيعي رسمها في عام 1778، والتي صنع منها بيل العديد من النسخ. هذه الصورة كانت قد طلبت من قبل الكونغرس القاري، التي لم يخصصها لأي غرض، وفي النهاية تم شراؤها لمجموعة خاصة في فيلادلفيا. ورسم بيل لوحتين مصغرتين للسيدة واشنطن (1772 و1777)، وصور العديد من الرجال المشهورين في ذاك الوقت، وعدد منها موجود في قاعة الاستقلال في فيلادلفيا. وصور واشنطن التي رسمها قد لا تعجب الأمريكيين بقوة كما تفعل رسومات غيلبرت ستيوارت، لكن مهارته المسلم بها كرسام تعطي كل أعماله قيمة تاريخية كبيرة.
انتقل بيل إلى فيلادلفيا في عام 1777، وعمل كعضو في لجنة السلامة العامة؛ وساعد على إنشاء مجموعة من الميليشيا، وأصبح ملازما وبعد ذلك نقيبا، ولعب دورا في معارك ترينتون وبرينستون وجيرمانتاون. وبين عامي 1779-1780 كان عضو جمعية بنسلفانيا، حيث صوت لصالح إلغاء العبودية وحرر عبيده الذين جلبهم من ماريلاند. وفي عام 1801 تولى على نفقته الخاصة عهدة تنقيب هياكل عظمية لفيلة الماستودون في مقاطعات ألستر وأورانج في نيويورك، وفي عام 1802 أسس في فيلادلفيا متحف بيل. وفي عام 1805 كان أحد مؤسسي أكاديمية بنسلفانيا للفنون الجميلة في فيلادلفيا. في سن الحادية والثمانين رسم لوحة قماشية كبيرة، «السيد المسيح يشفي المرضى في بيثيسدا»، وفي سن الثالثة والثمانين رسم صورة بالطول الطبيعي لنفسه، وهي الآن موجودة في أكاديمية الفنون الجميلة. ومات في بيته الريفي، قرب جيرمانتاون، بنسلفانيا، في 22 فبراير 1826 عن 84 عاما.
أخوه، جيمس بيل (1749 – 1831)، وهو أيضا فنان، رسم صورتين لواشنطن (أحدها الآن ضمن أملاك جمعية نيويورك التاريخية، والأخرى في قاعة الاستقلال، فيلادلفيا)، بالإضافة إلى المناظر الطبيعية واللوحات التاريخية.

## أعمال مشهورة

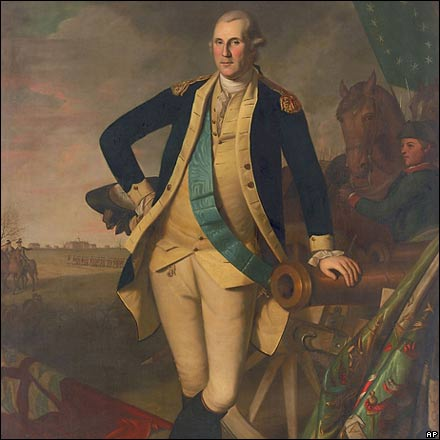
لوحة جورج واشنطن, 1779

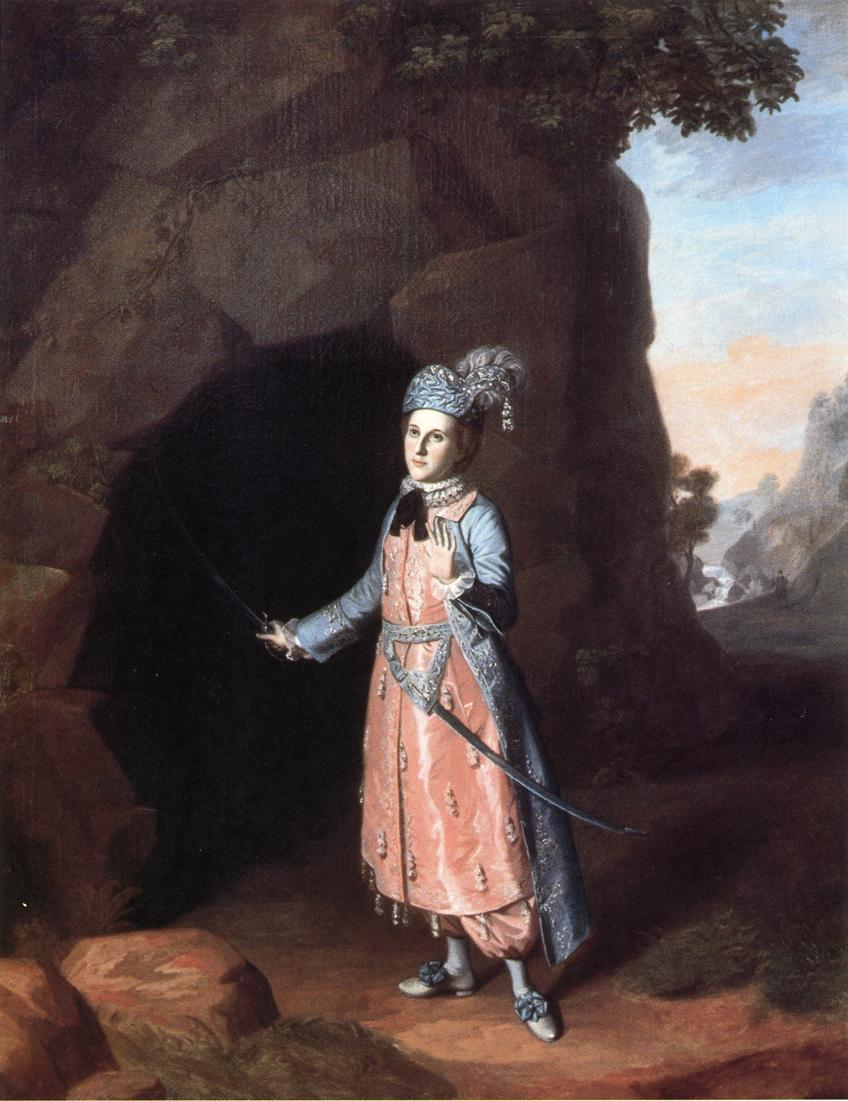
نانسي هالام في دور فيلين في مسرحة سيمبلين لشيكسبير (1771)
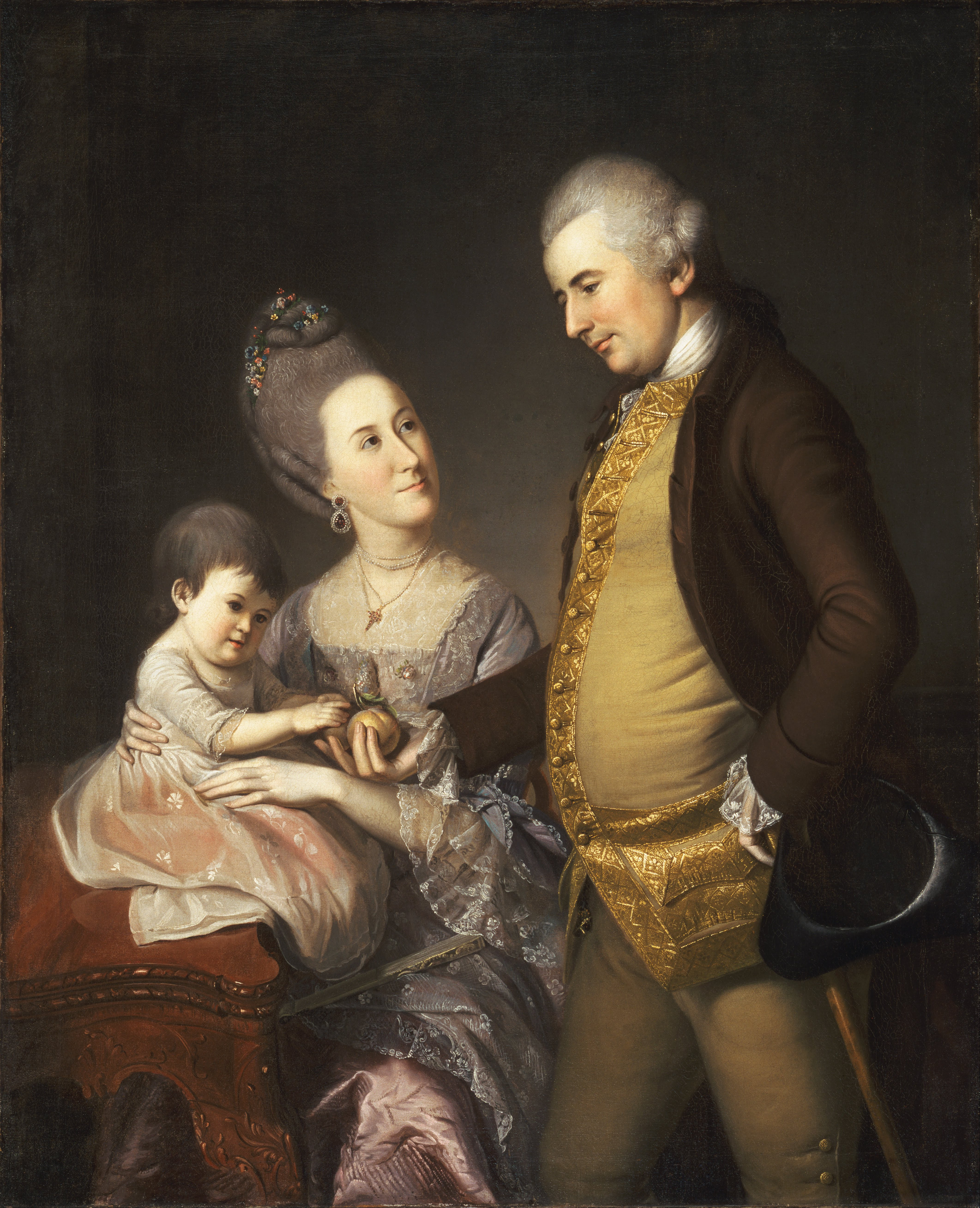
جون وإليزابيث لويد كادوالر(1772)
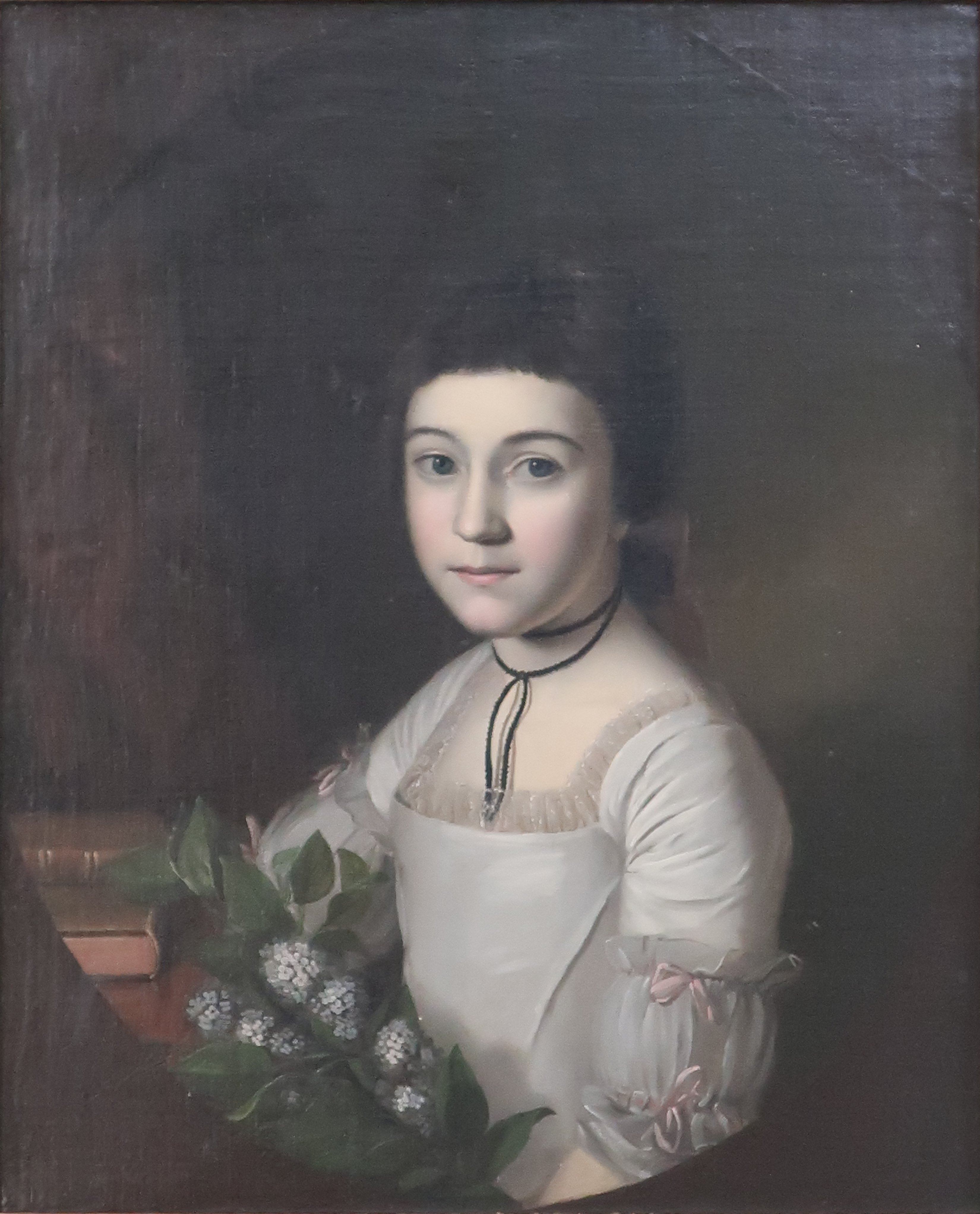
صورة هنرييتا ماريا بوردلي (1773), أكاديمية هونولولو للفنون
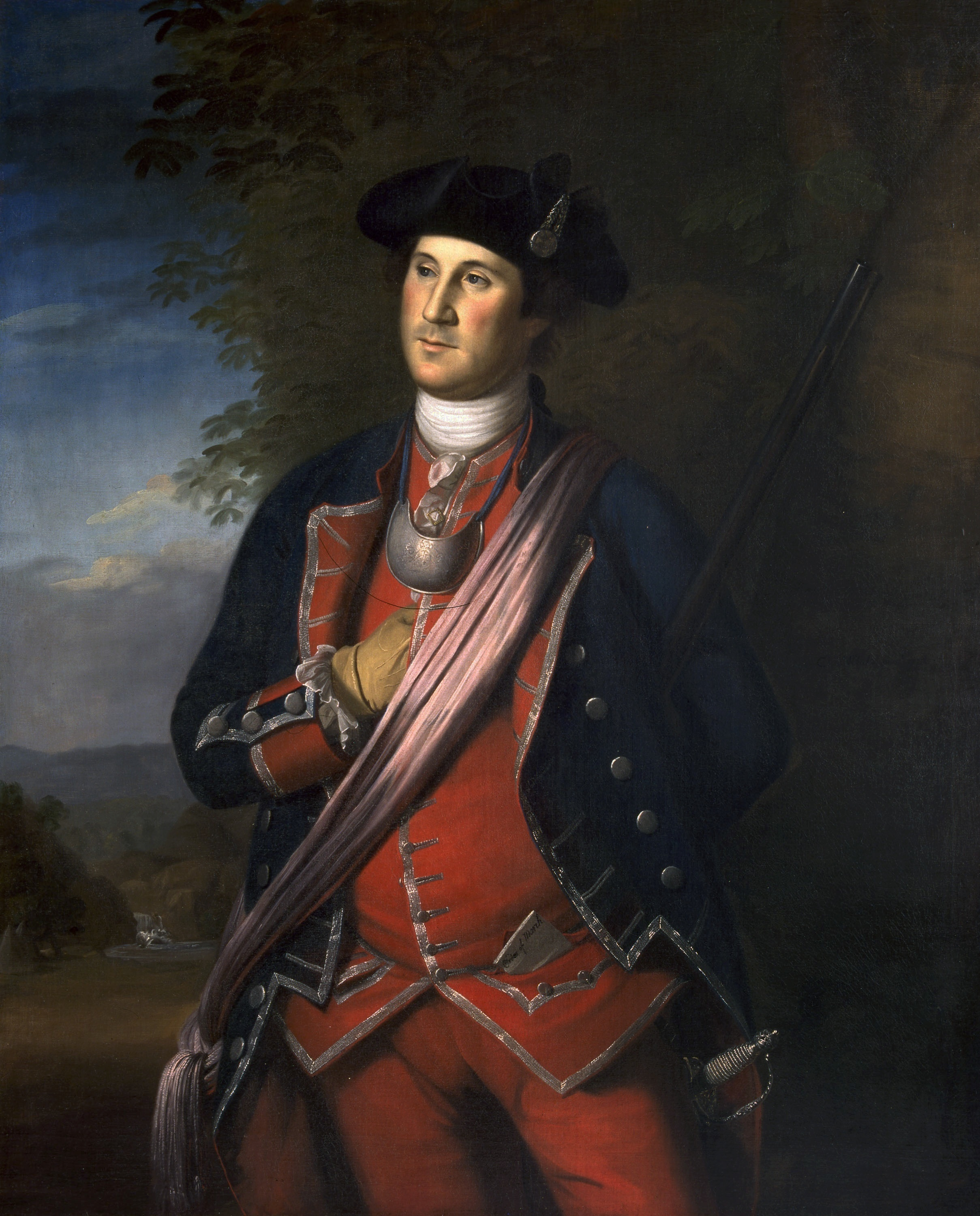
واشنطن في بدلته كعقيد في فوج فرجينيا الأول (1772)
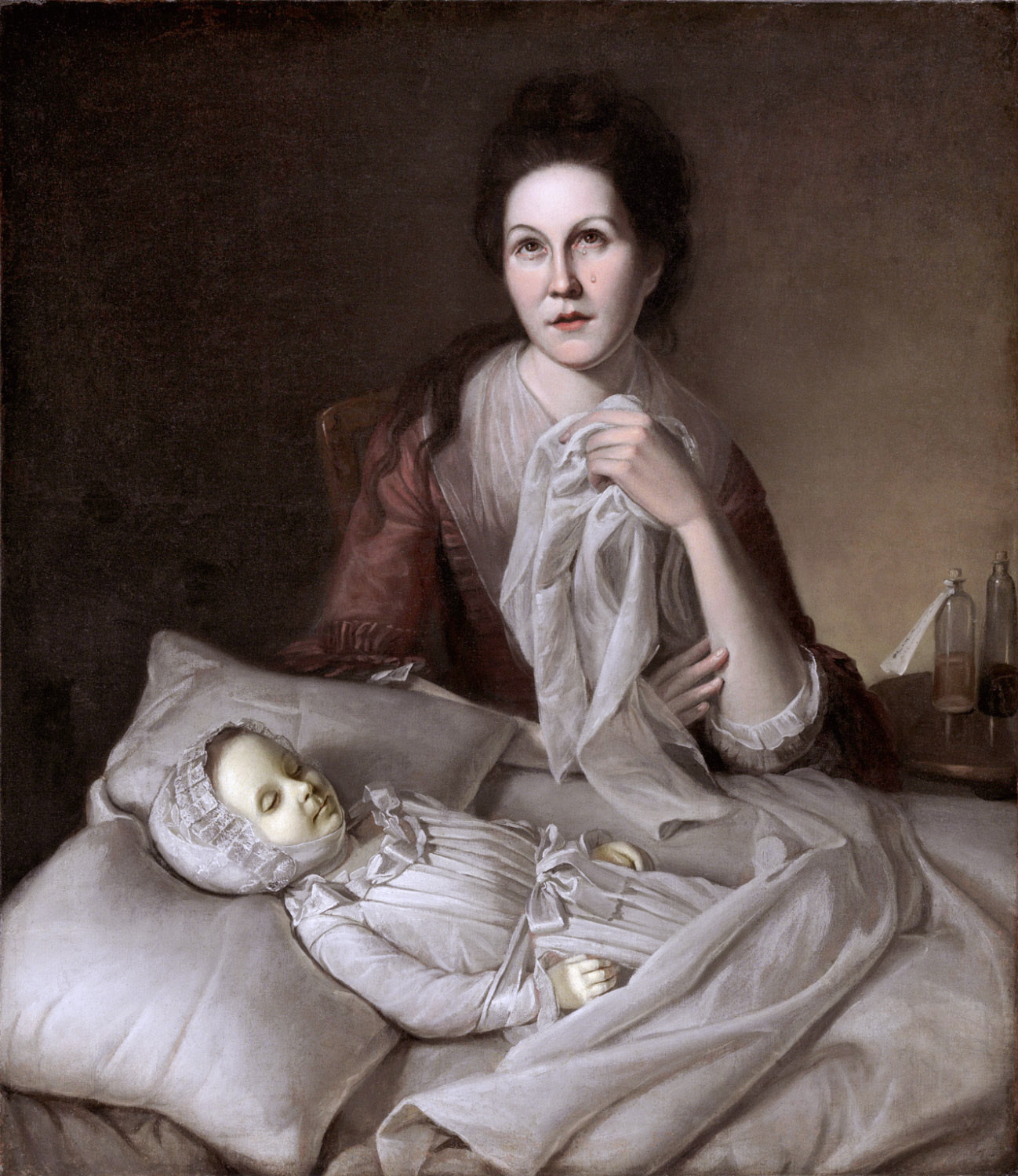
"راحيل تبكي" (1772; تم تكبيرها 1776; أعيد رسمها 1818)
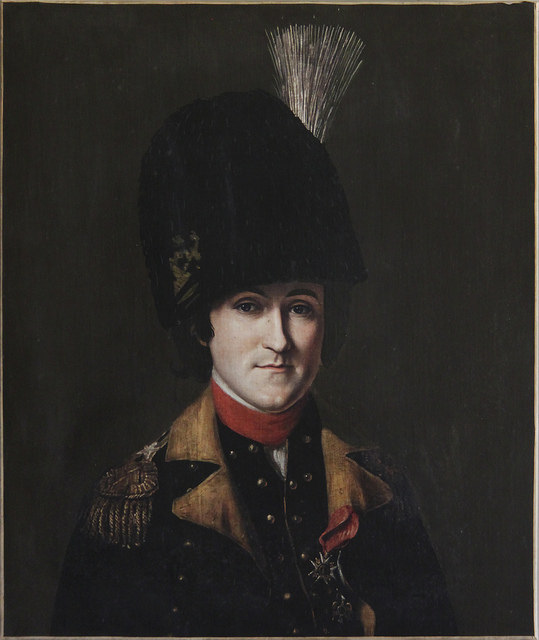
شارل أرمان توفين (1782)
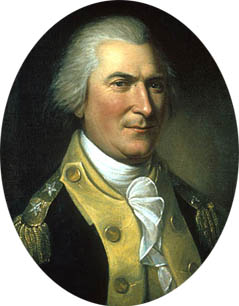
آرثر سانت كلير (1782)
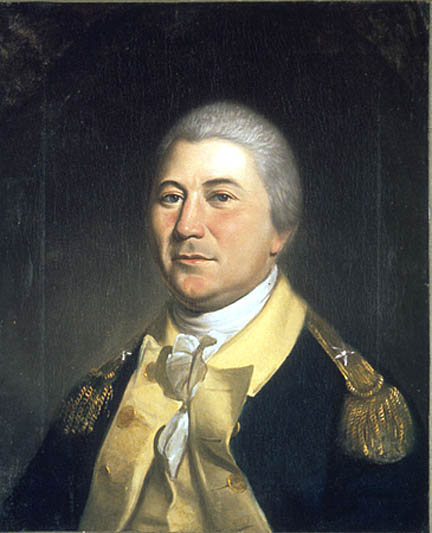
جيمس ميتشل فارنوم, (1804)
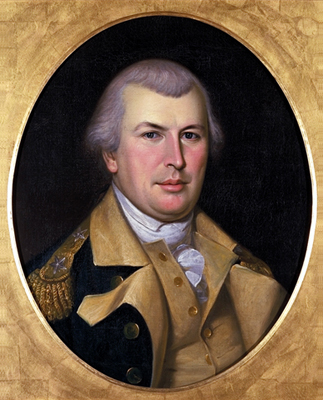
ناثانيال غرين (1783)
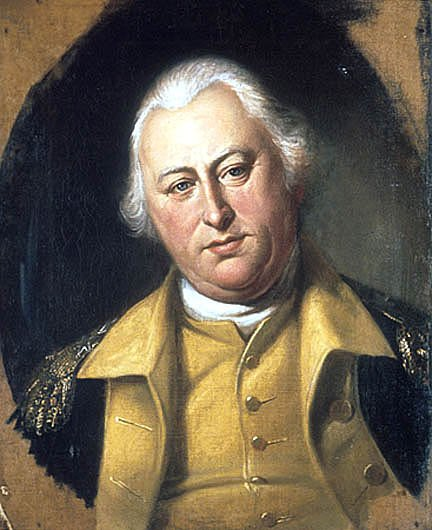
بنيامين لينكون {1784}
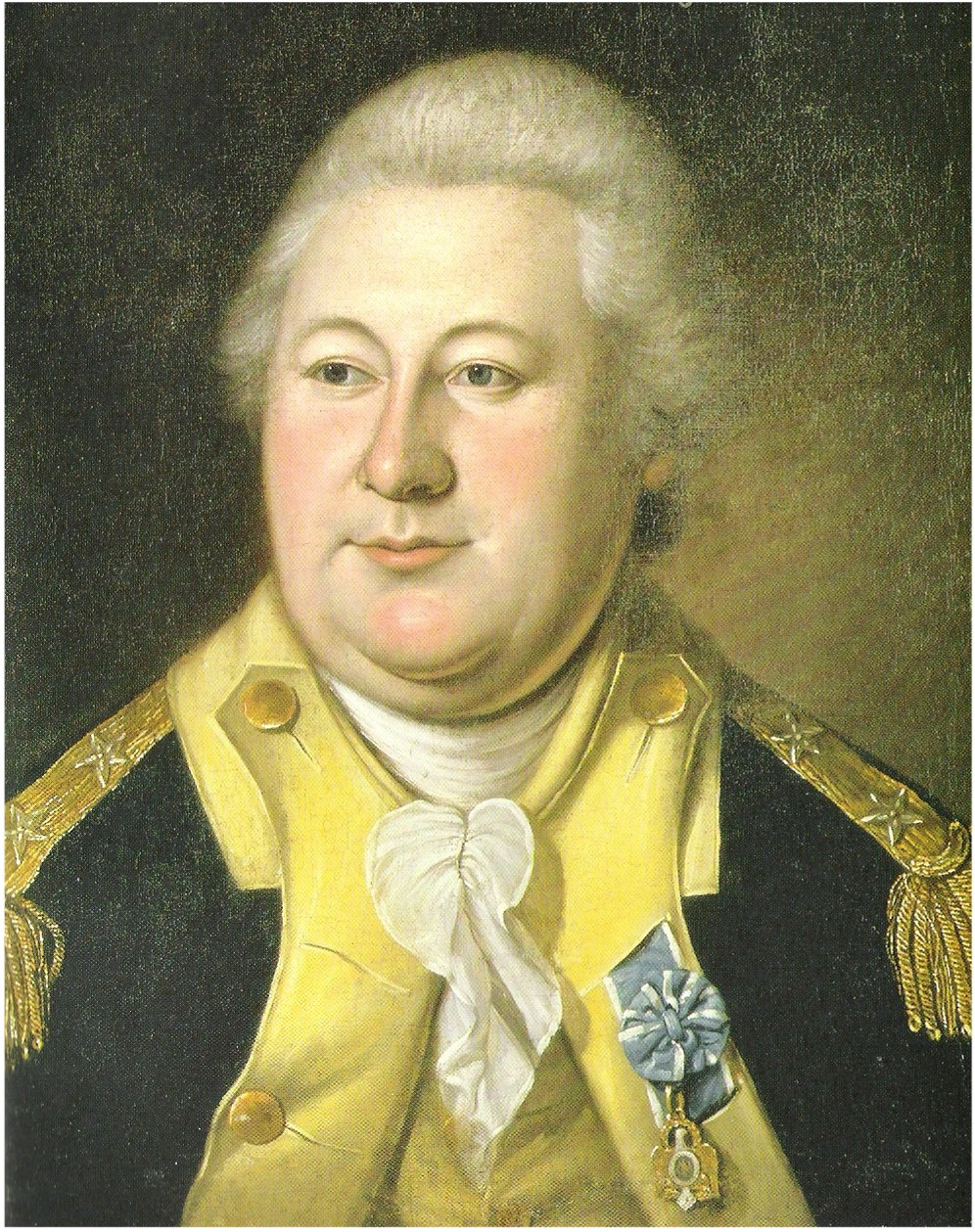
هنري نوكس (1784)
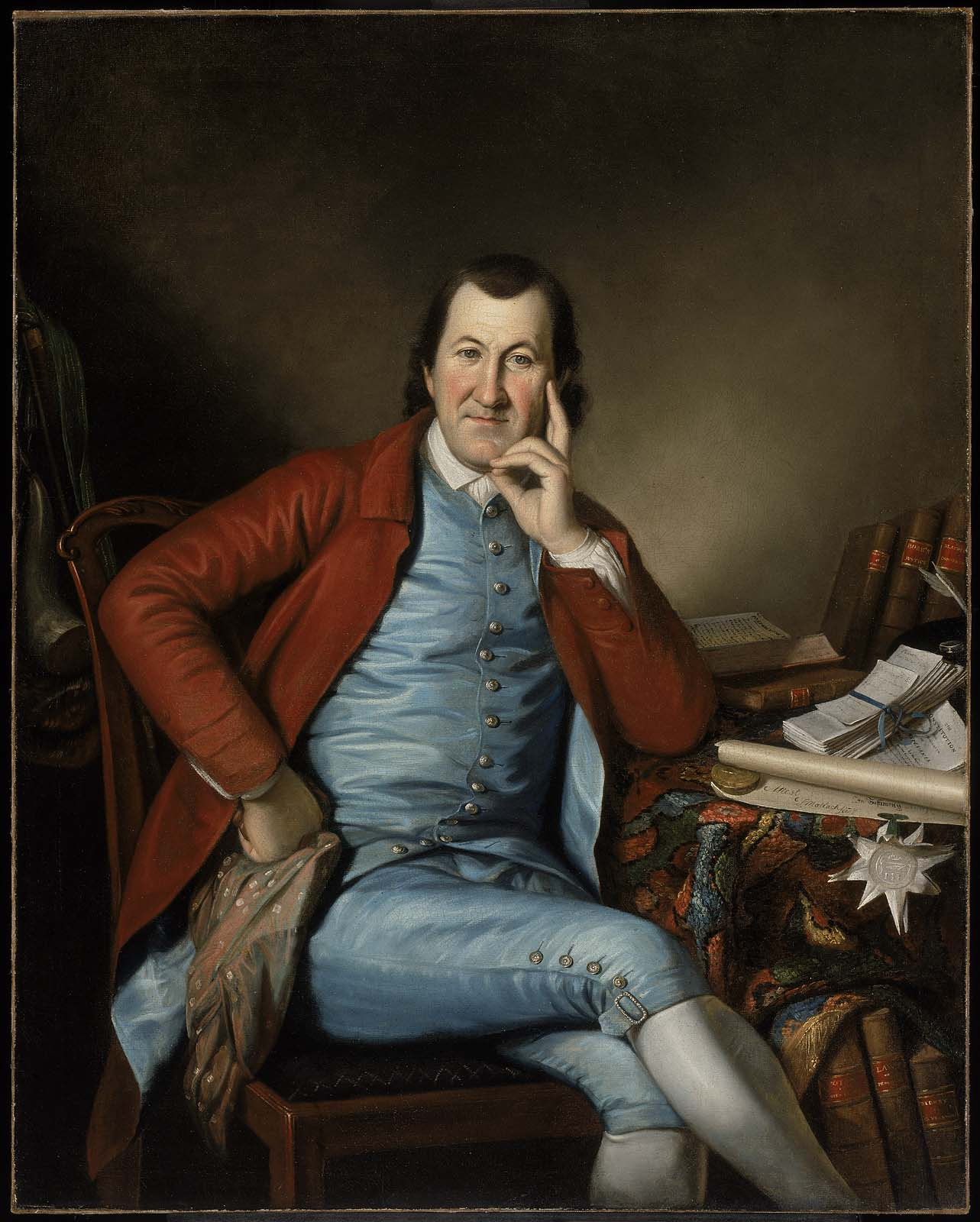
تيموثي ماتلاك (c. 1790)
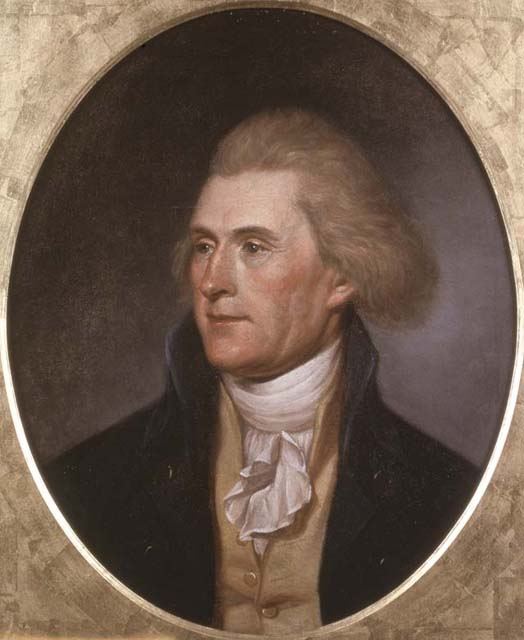
لوحة توماس جيفرسون (1791)
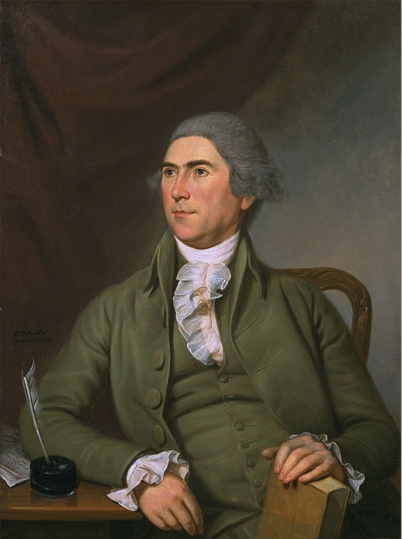
تشارلز بيتيت (1792)
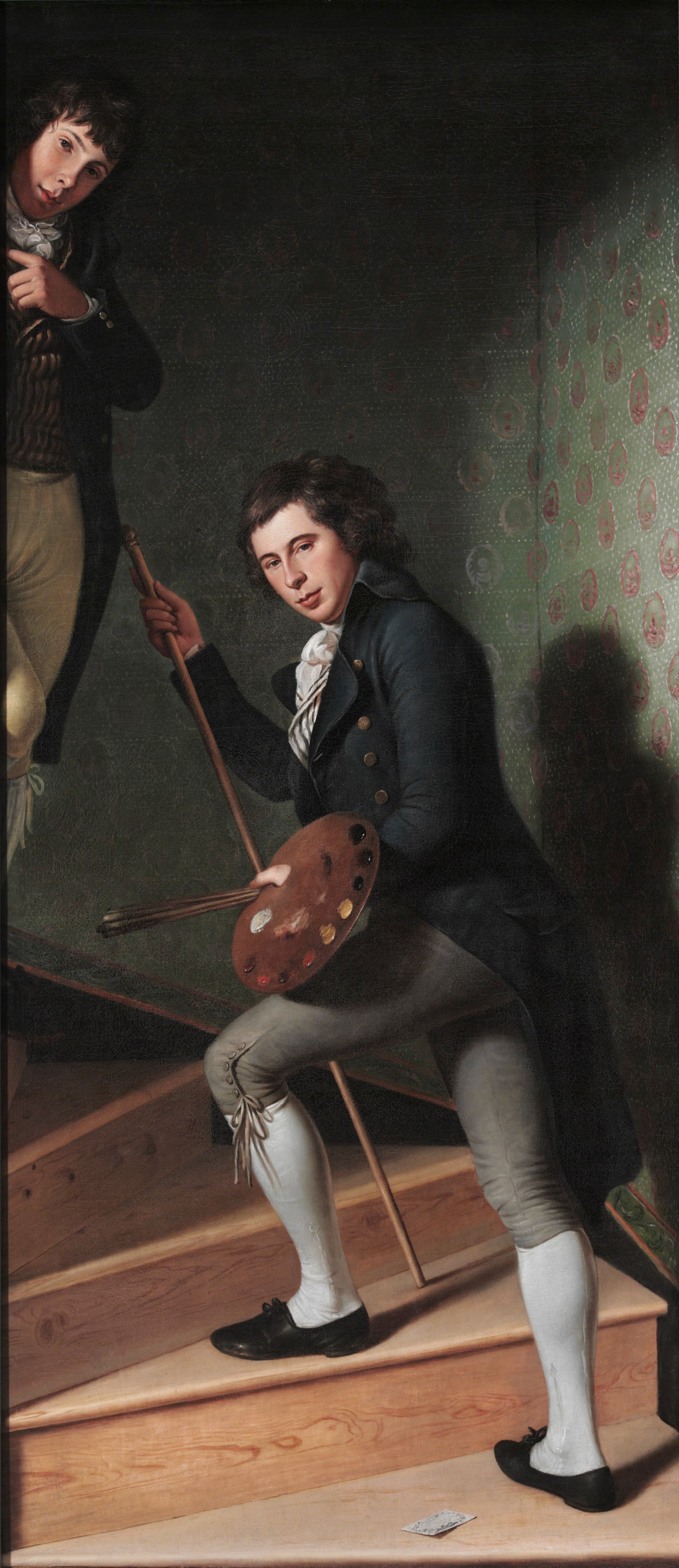
مجموعة السلالم (صورة رافيل بيل تيتيان بيل) (1795)
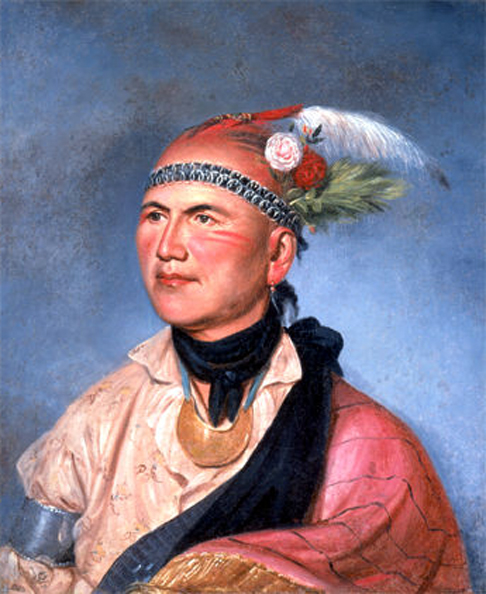
جوزف برانت (1797)
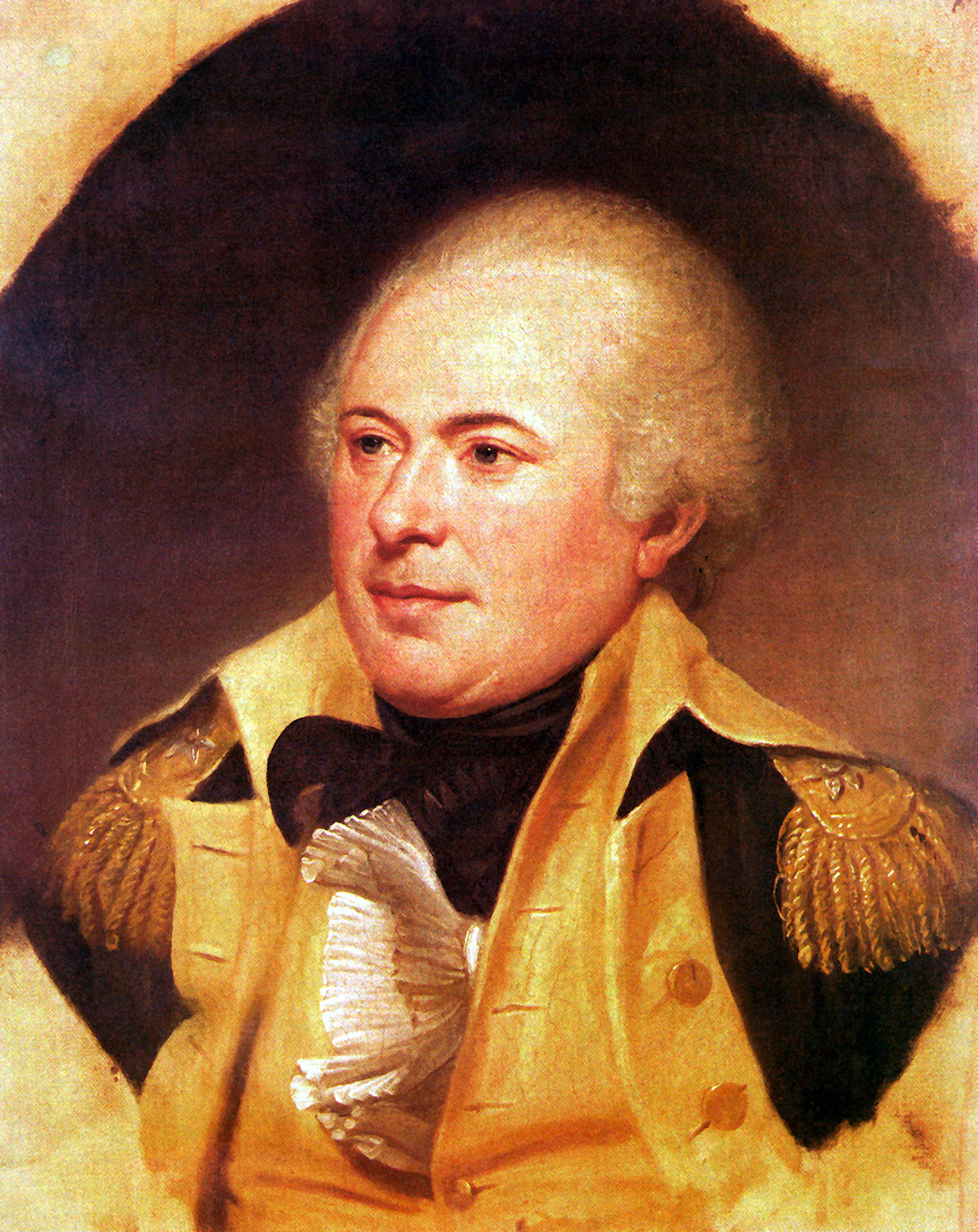
جيمس ويلكينسون (1797)
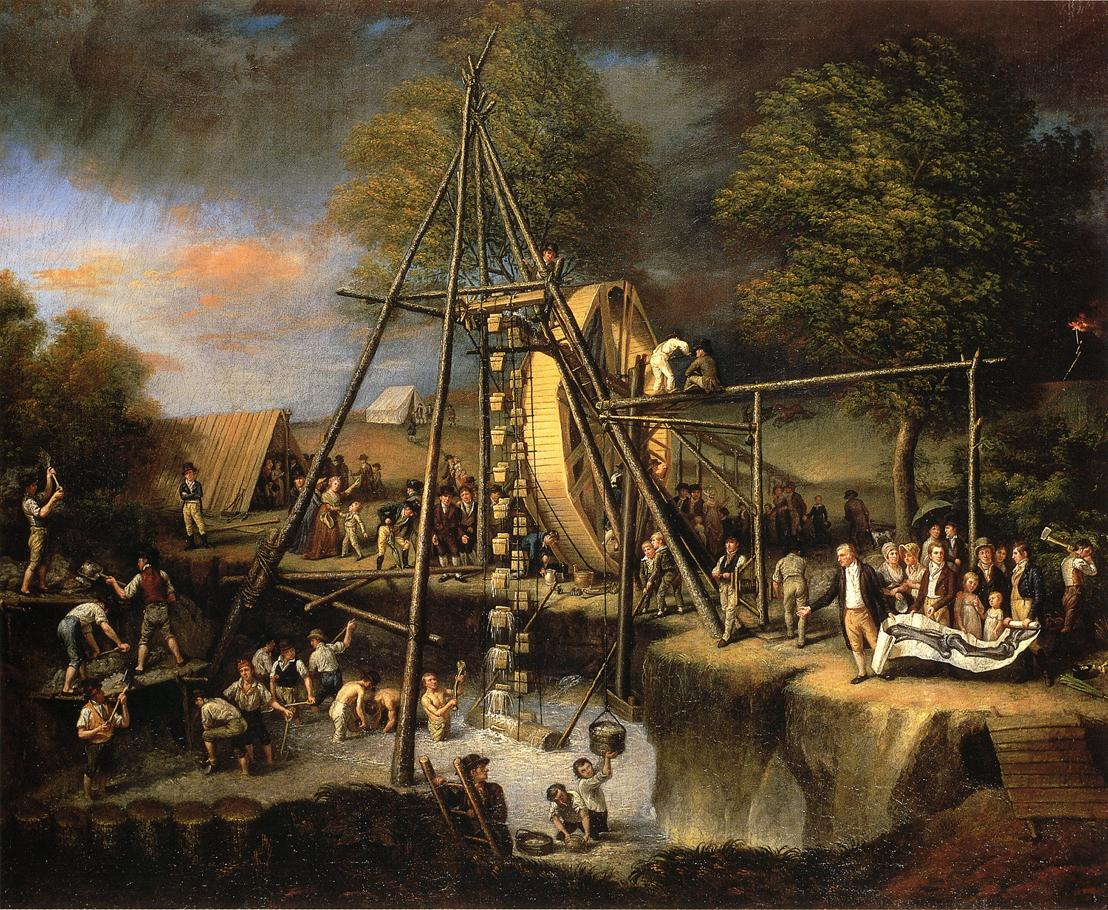
استخراج أول ماستودون أمريكي (1806)
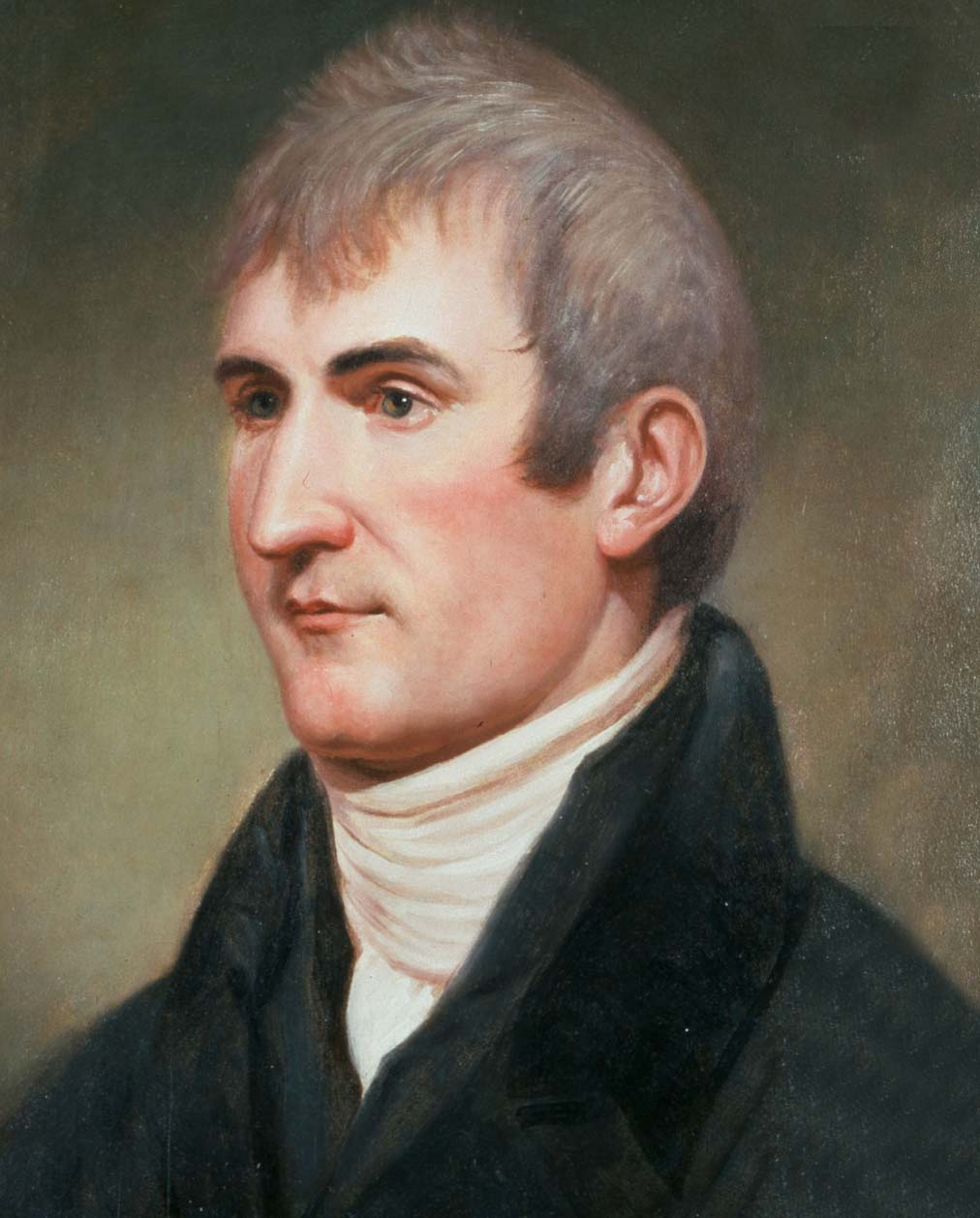
ميريويذر لويس (1807)
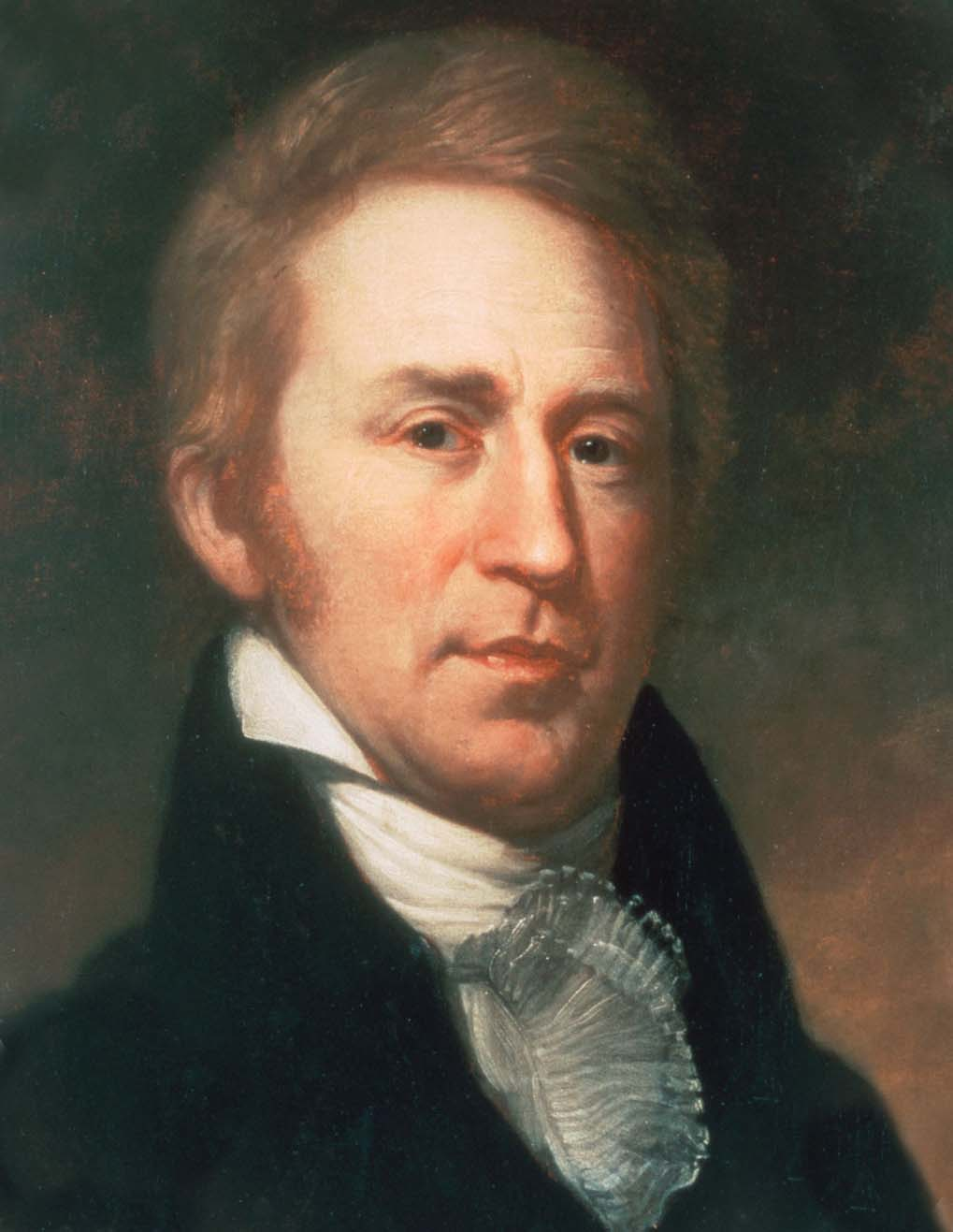
وليام كلارك (1810)
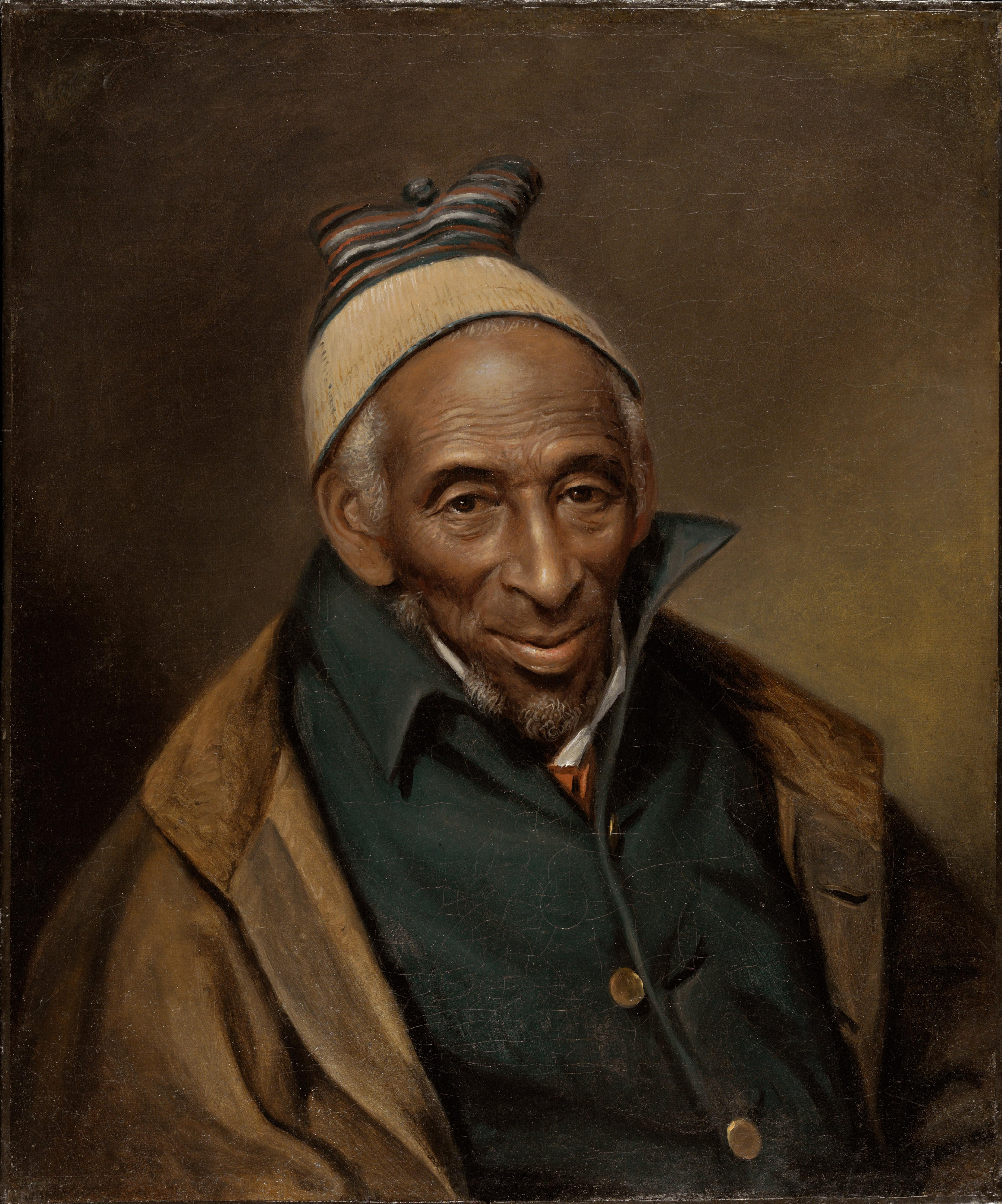
محمود يارو (1819)

## روابط خارجية
- تشارلز ويلسون بيل على موقع الموسوعة البريطانية (الإنجليزية)
- تشارلز ويلسون بيل على موقع إن إن دي بي (الإنجليزية)